# 堪薩斯州聯合電話公司
堪薩斯州聯合電話公司，簡稱堪薩斯州聯合電話（英語：United Telephone Company of Kansas），在1909年設立當時名為美利堅電話公司，主要經營在美國堪薩斯州各4個地區通信試點。
在2006年分拆成伊柏奎通信旗下之前，曾是Sprint Nextel通信公司旗下一分子，直至在2009年，被世紀網線股份有限公司（CenturyLink）把伊柏奎通信收購，自此把堪薩斯州聯合電話公司，轉為旗下公司。

## 連結
- CenturyLink.com （页面存档备份，存于）